# خرابة حصن الباز (يريم)

تعديل مصدري - تعديل

خرابة حصن الباز هي إحدى قرى عزلة بني عمر بمديرية يريم التابعة لمحافظة إب، بلغ تعداد سكانها 48 نسمة حسب تعداد اليمن لعام 2004.